# No matar

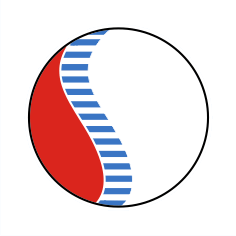
Este logo, creado por Glenn D. Paige, explica el concepto de no matar combinando el antiguo símbolo asiático del yin-yang con el reciente descubrimiento neurológico que indica que la estimulación de los circuitos entre los sistemas cerebrales que controlan las emociones y el movimiento pueden ayudar a cambiar el comportamiento humano de violento a noviolento. Análogamente, las Iniciativas Creativas Transformadoras (en azul), apoyadas en las Capacidades Humanas de Nomatar (en blanco), pueden traer el fin de la Matanza Humana (en rojo).

No matar (del inglés nonkilling), en ocasiones escrito incorrectamente nomatar o no-matar, se refiere a sociedades humanas en las que la muerte intencional, amenazas de muerte y condiciones que lleven a la muerte intencional estén ausentes. De igual forma que «no violencia», el término denota no una negación, sino una afirmación. Aunque su uso en el ámbito académico se relacione habitualmente con la muerte de seres humanos, en ocasiones se extiende a animales y otras formas de vida. Este también es el caso del uso tradicional del término «no matar» en el marco de la ética budista expresada en el primer precepto de la Pancasalia, de forma similar a la de otras tradiciones espirituales. De forma significativa, el término se ha usado recientemente en la Carta por un Mundo sen Violencia aprobada por la Octava Cumbre Mundial de Premios Nobel de la Paz.
Analizando su origen, el no matar abarca los conceptos de paz (ausencia de guerra y de las condiciones que conducen a ella), no violencia (sicológica, física y estructural), y ahiṃsā (no dañar con el pensamiento, la palabra o la acción). Sin excluir ninguna de las últimas, el no matar brinda un enfoque diferente caracterizado por la medibilidad de sus objetivos y la naturaleza abierta de su realización. Mientras el uso de términos como «no violencia» y «paz» a menudo siguen la forma de argumentación clásica por medio de ideas abstractas que desembocan en pasividad, el matar (y su opuesto, el no matar) puede ser cuantificado y relacionado con causas específicas siguiendo el enfoque de salud pública (prevención, intervención y transformación postraumática) hacia la progresiva erradicación del matar.
Por otra parte, el no matar no establece ningún camino predeterminado para el logro de una sociedad libre de muertes intencionales en la forma que lo hacen algunas ideologías y tradiciones espirituales que promueven la abstención de tomar vidas humanas. Como enfoque abierto, acude a la infinita creatividad y variabilidad humanas, estimulando exploraciones continuas en los campos de la educación, la investigación, la acción social y la construcción de políticas, y desarrollando un amplio rango de alternativas científicas, institucionales, educativas, políticas, económicas y espirituales a la letalidad humana. Además, a pesar de su enfoque específico, el no matar también aborda cuestiones sociales más amplias.
Con respecto a la agresión psicológica, el ataque físico y la tortura que intentan aterrorizar con la amenaza de muerte, manifiesta o latente, el no matar implica la remoción de sus causas psicosociales. En cuanto a la muerte de seres humanos derivada de condiciones socioeconómicas estructurales que son producto del reforzamiento letal directo así como resultado de la desviación de recursos hacia fines letales, el no matar implica remover las deprivaciones ligadas a la letalidad. Con relación a las amenazas a la viabilidad de la biosfera, el no matar implica la ausencia de ataques directos contra los recursos sostenedores de la vida y el cese de la degradación indirecta asociada a la letalidad. Con respecto a las formas de matar accidentales, el no matar implica la creación de las condiciones sociales y tecnológicas que conduzcan a su eliminación.
En su libro Nonkilling Global Political Science, Glenn D. Paige ha estimado que menos de 0,5% de todos los humanos que han existido han matado a otros humanos. Asemás, hay evidencias antropológicas que apuntan que en ciertas culturas y sociedades el matar ocupa niveles estadísticamente insignificantes. Ya que los humanos vivieron exclusivamente como cazadores-recolectores —una forma de organización social que plasma los atributos de una sociedad del no matar— durante 99% de su existencia, también parece obvio que los niveles de violencia y muertes intencionales también han sido muy reducidos durante mayor parte de la historia del Homo sapiens sapiens.